# The American Adventure (paviljoen)

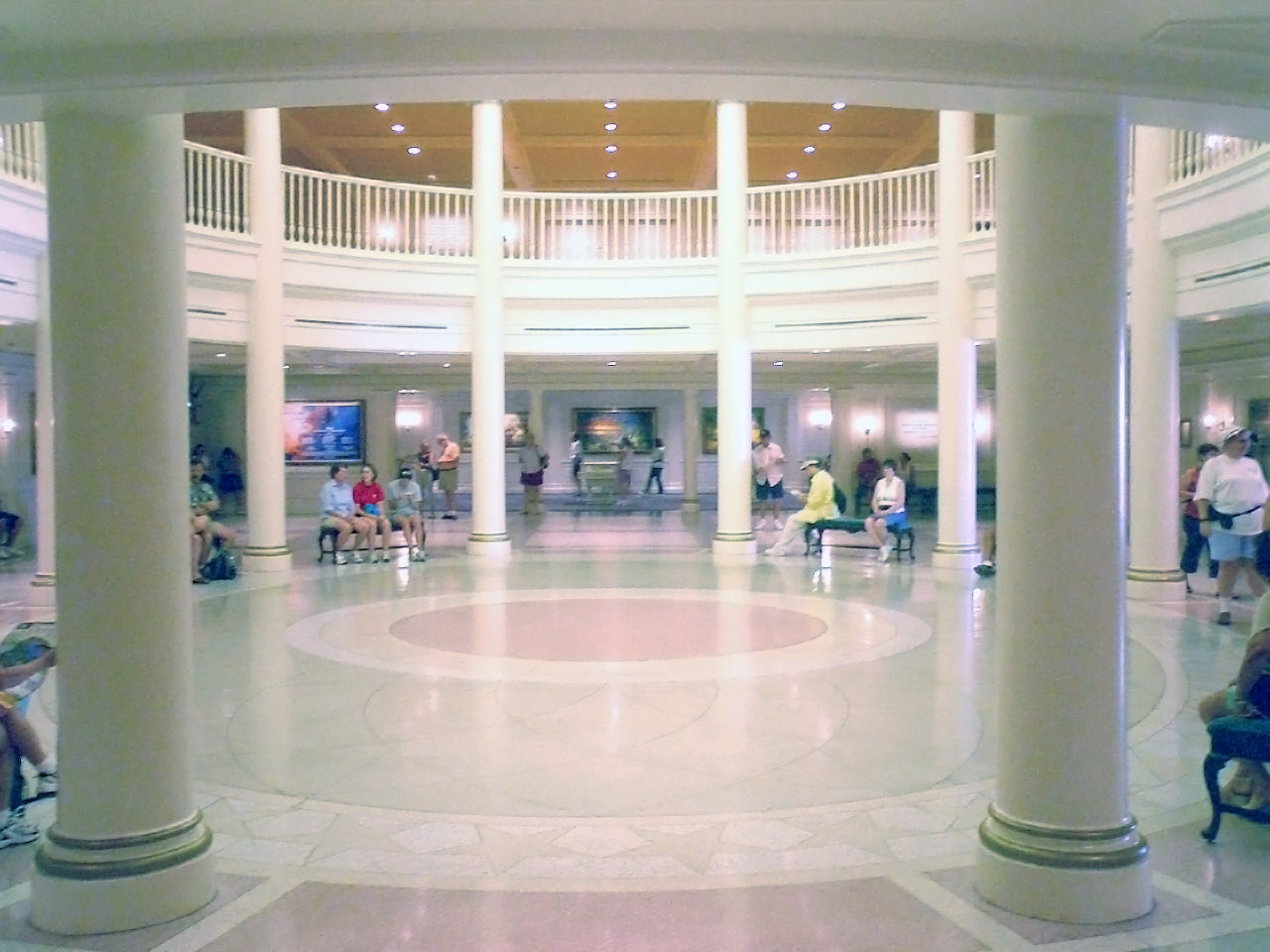
De ontvangsthal van het manor waar Voices of Liberty haar optredens verzorgt

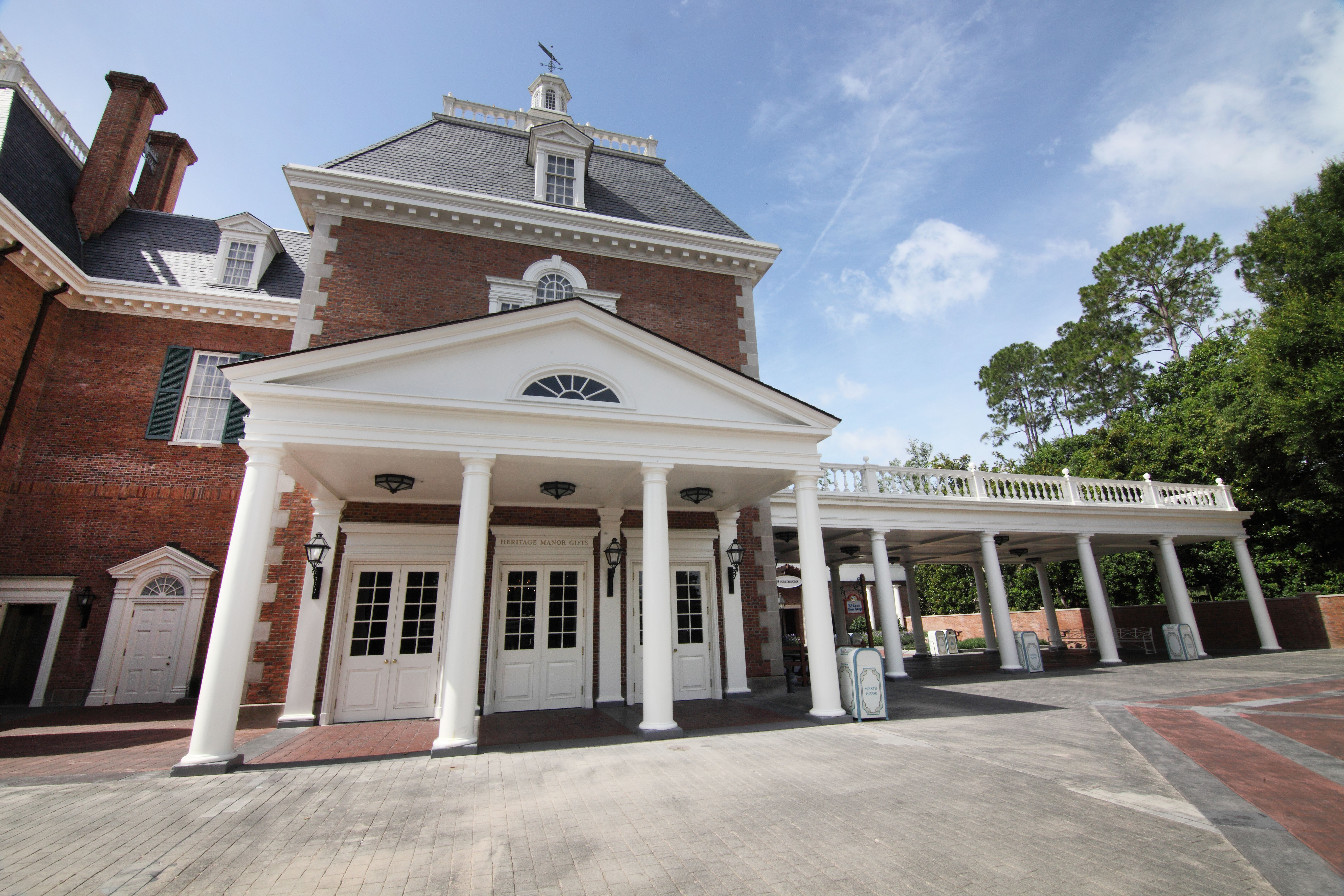
Souvenirwinkel Heritage Manor Gifts

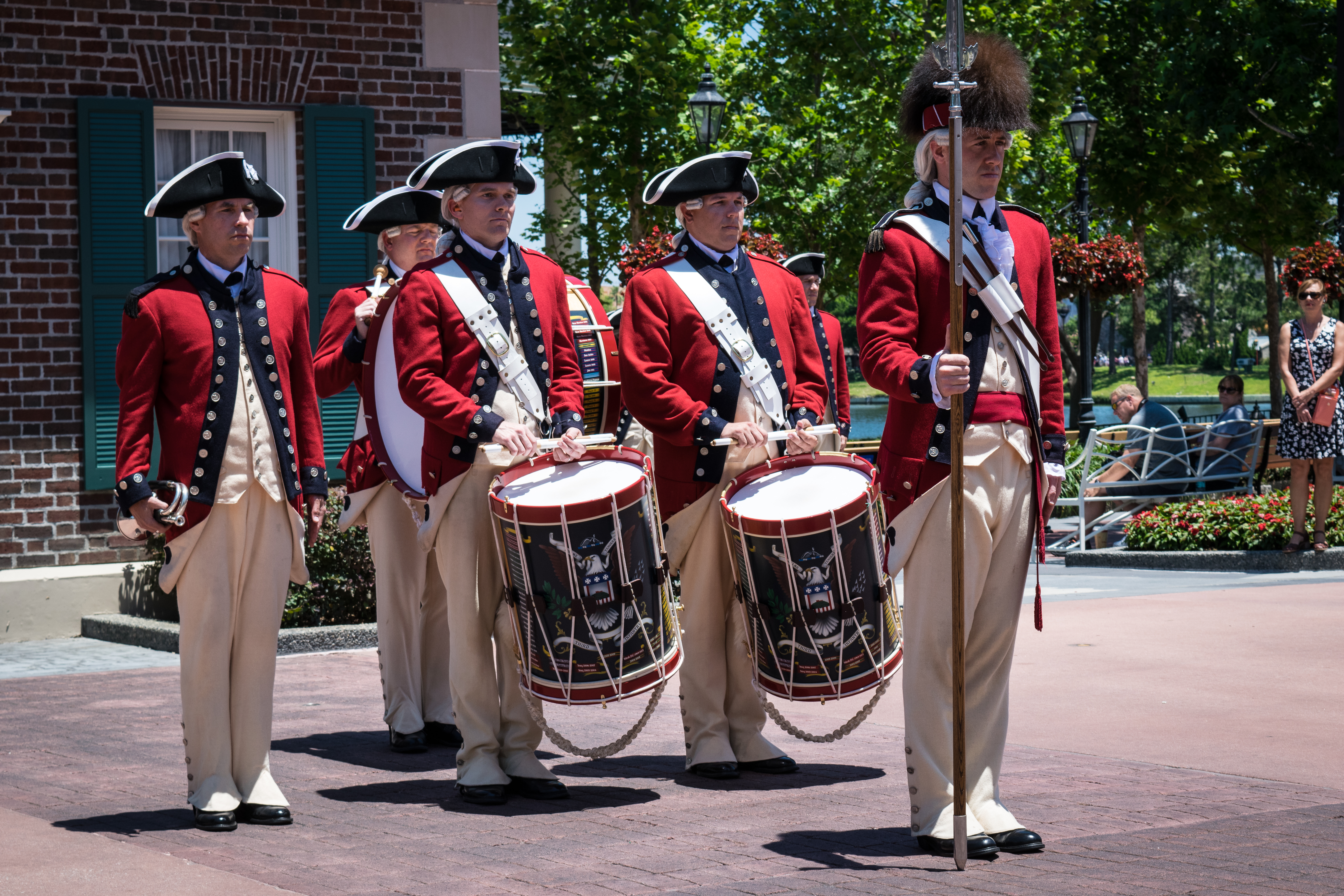
Een optreden van de voormalige entertainment-act U. S. Army Old Guard Fife and Drum Corps

Het paviljoen The American Adventure is een themagebied in het Amerikaanse attractiepark Epcot. Het thema van dit gebied is georiënteerd rondom de Verenigde Staten en maakt deel uit van het grotere themagebied World Showcase. Het gebied werd geopend op 1 oktober 1982, tezamen met het park zelf.

## Beschrijving
Het paviljoen The American Adventure bevindt zich aan weerszijden van de promenade rondom het World Showcase Lagoon. Vanuit het paviljoen van Japan bevinden zich aan de rechterzijde eerst twee kleinere horecapuntjes: Funnel Cake en bieruitgiftepunt Block & Hans. Daarna bevindt zich aan de rechterzijde een pleintje met daarop een fontein. Aan het plein liggen horecapunt Fife & Drum Tavern en een bijbehoren terras. De grootste blikvanger aan het plein en van het paviljoen is een enorm manor in koloniale stijl. In dit gebouw, dat in werkelijkheid vijf verdiepingen telt, maar door gebruik van forced perspective slechts twee verdiepingen hoog lijkt, zijn attractie The American Adventure, tentoonstellingsruimte American Heritage Gallery, zelfbedieningsrestaurant Liberty Inn en souvenirwinkel Heritage Manor Gifts te vinden. In de ontvangsthal van het gebouw worden tevens optredens verzorgd door Voices of Liberty, een a capella-koor
Tegenover het manor, aan de overzijde van de promenade rondom het World Showcase Lagoon, ligt het America Gardens Theatre, een grootschalig openluchttheater waar doorheen het jaar verschillende soorten optredens worden gegeven. Achter het theater ligt een schip dat doet denken aan de schepen waarmee de eerste pelgrims naar de Nieuwe Wereld trokken. Het heeft de naam Golden Dream, naar een lied dat gezongen worden in de attractie The American Adventure.
In het paviljoen lopen regelmatig figuren uit de films van Toy Story.

## Faciliteiten
| - American Heritage Gallery - The American Adventure - Optredens in het America Garden Theatre - Voices of Liberty | - Block & Hans - Fife & Drum - Funnel Cake - Liberty Inn - Heritage Manor Gifts |

## Trivia
- De werknemers in het paviljoen die in contact komen met de gasten komen oorspronkelijk uit de Verenigde Staten zelf. Disney regelt via haar internationale programma's dat werknemers bij haar paviljoens ook de nationaliteit hebben van dat paviljoen.[1]